# Walter Ziegler (Radsportler)
Walter Ziegler (* 10. Mai 1938 in Cincu, Brașov; † 1. Dezember 2021) war ein rumänischer Radsportler.

## Sportliche Laufbahn
Ziegler war 1960, 1965 und 1966 rumänischer Landesmeister im Straßenrennen und gewann in denselben beiden Jahren auch die nationalen Titel im Querfeldeinrennen. Zudem gewann er zweimal – 1960 und 1968 – die bedeutendste Rundfahrt seines Heimatlandes, die Rumänien-Rundfahrt. Insgesamt gewann er sechs nationale Titel. Neunmal nahm Ziegler zwischen 1960 und 1969 an der Internationalen Friedensfahrt teil, seine beste Platzierung war der 26. Rang 1966.

## Berufliches
1971 emigrierte Ziegler, der aus Siebenbürgen stammte, nach Deutschland, wo er an der Sporthochschule Köln studierte. Er war als Sportlehrer an einem Gymnasium in Köln tätig.

## Erfolge
1960
- Gesamtwertung Rumänien-Rundfahrt
- Rumänischer Meister – Straßenrennen
- Rumänischer Meister – Querfeldeinrennen

1963
- eine Etappe Cursa Scintei in Rumänien

1965
- Rumänischer Meister – Straßenrennen

1966
- Rumänischer Meister – Straßenrennen
- Rumänischer Meister – Querfeldeinrennen

1968
- Gesamtwertung Rumänien-Rundfahrt
- Rumänischer Meister – Straßenrennen